# Smal Weesp
Smal Weesp is een gekanaliseerde stroom tussen de rivier de Vecht en het Amsterdam-Rijnkanaal. Het stroomt dwars door Weesp. In Driemond kwam het Smal Weesp samen met de riviertjes het Gein en de Gaasp. Dat verklaart de naamgeving van die plaats.
Sinds de aanleg van het Amsterdam-Rijnkanaal is het deel van het Smal Weesp dat in Driemond ligt er als het ware afgehakt. En toen door de verbreding van dit kanaal het Driemondse deel werd omgelegd ten behoeve van de aanleg van een sluis, ging de verbinding ook visueel verloren. Sinds die tijd beschouwt men in de volksmond het Driemondse deel van het Smal Weesp meestal als een deel van de Gaasp.
Het Weesper deel van het Smal Weesp staat rechtstreeks in verbinding met het Amsterdam-Rijnkanaal, en is door een sluis verbonden met de Vecht. Het Driemondse deel is via een sluis verbonden met het kanaal, en net als vanouds rechtstreeks verbonden met de riviertjes Gein en Gaasp.
Het Smal Weesp is onderdeel van de Weespertrekvaart, die de Amstel bij Amsterdam verbindt met de Vecht bij Weesp.

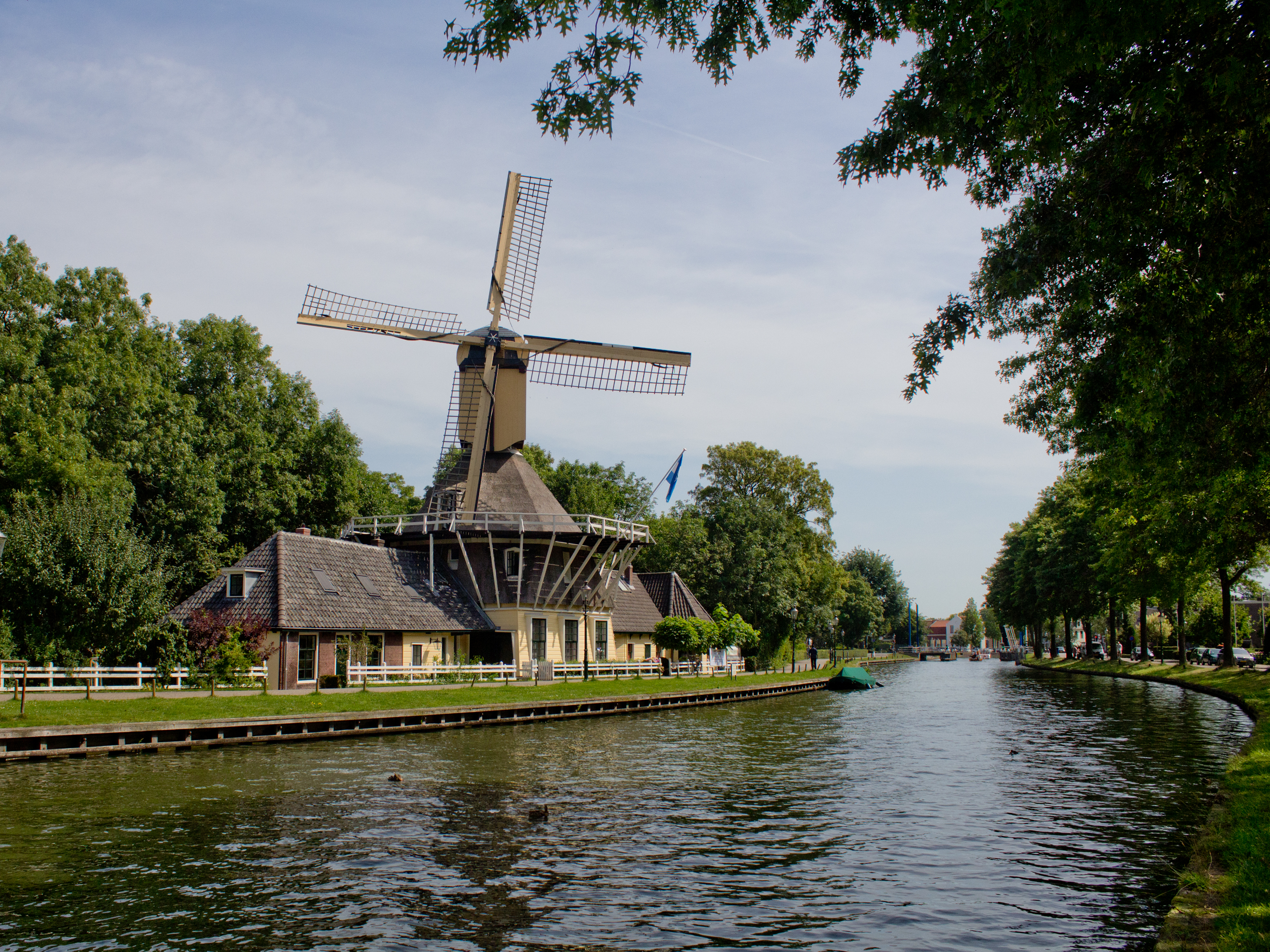
Molen 't Haantje langs het Smal Weesp te Weesp